# عمو يوسف
إيمانويل يوسف المعروف باسم عمو يوسف (من مواليد 1 يوليو 1945) هو لاعب عراقي سابق، لعب في صفوف منتخب العراق لكرة القدم في كأس آسيا عام 1972، ولعب للمنتخب الوطني بين عامي 1968 و1975. سجل الهدف الوحيد للعراق في نهائيات كأس آسيا 1972 ضد تايلاند.

## الإحصائيات
| رقم | تاريخ        | مكان                  | الخصم   | نتيجة | الحصيلة | منافسة        |
| --- | ------------ | --------------------- | ------- | ----- | ------- | ------------- |
| 1.  | 11 مايو 1972 | الملعب الوطني، بانكوك | تايلاند | 1 –0  | 1–1     | كأس آسيا 1972 |